# Billets doux (film, 1927)
Pour plus de détails, voir Fiche technique et Distribution.
Billets doux (Eve's Love Letters)  est un film américain réalisé par Leo McCarey, sorti en 1927.

## Fiche technique
- Titre original : Eve's Love Letters
- Titre français : Billets doux
- Réalisation : Leo McCarey
- Scénario : Stan Laurel
- Producteur : Hal Roach
- Société de production : Hal Roach Studios
- Société de distribution : Pathé Exchange
- Pays de production :  États-Unis
- Langue : Anglais
- Format : noir et blanc, 1,33:1, 35 mm
- Durée : 20 minutes
- Date de sortie : 29 mai 1927

## Distribution
- Agnes Ayres : La femme
- Forrest Stanley : Adam, son mari
- Stan Laurel : Anatole, le valet
- Jerry Mandy : Mr. X / Sir Oliver Hardy
- Charlie Hall : le chauffeur de taxi
- Fred Malatesta : le complice de Mr. X